# Palicus rathbuni
Palicus rathbuni is een krabbensoort uit de familie van de Palicidae. De wetenschappelijke naam van de soort werd in 1899 voor het eerst geldig gepubliceerd door Alphonse Milne-Edwards & Bouvier.